# Suchaja (Iokanga)
Die Suchaja (russisch Сухая) ist ein rechter Nebenfluss der Iokanga auf der Halbinsel Kola in der russischen Oblast Murmansk.
Sie ist der wichtigste Nebenfluss der Iokanga. Die Suchaja hat ihre Quelle auf der Nordseite des Keiwy-Hochlands. Sie fließt in östlicher Richtung parallel zum Gebirgszug. Schließlich trifft sie auf ihren größten Nebenfluss, der Solotaja (Золотая), und wendet sich nach Nordosten. 11 Kilometer weiter vereinigt sie sich mit der von Westen kommenden Iokanga. Die Suchaja hat eine Länge von 97 Kilometern und ein Einzugsgebiet von 1340 km². Sie trifft auf die Iokanga 76 Kilometer vor deren Mündung in die Barentssee.